# Kimee Balmilero

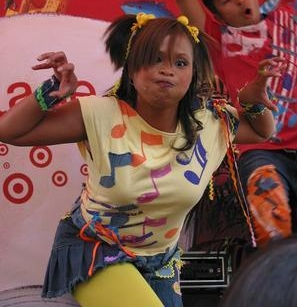
Balmilero bei einem Auftritt mit Hi-5

Kimee Balmilero ist eine US-amerikanische Schauspielerin und Sängerin, bekannt wurde Balmilero durch ihre Hauptrolle in den Fernsehserie Hawaii Five-0 sowie Magnum P.I. und Hi-5.

## Leben und Karriere
Balimilero ist philippinischer Abstammung. Sie machte ihren Abschluss an der James B. Castle High School. Während ihrer Schulzeit arbeitete sie auf einem Dinner-Kreuzfahrtschiff, wo sie für die Kunden sang und tanzte. Sie war Mitglied der 24VII Honolulu Dance Company.
Balmilero verließ Hawaii mit 17 und schloss sich der zweiten nationalen Tourneegesellschaft von Miss Saigon an. Nach drei Jahren auf Tournee zog sie nach San Francisco und studierte sechs Monate am Studio ACT. Danach zog sie nach New York City und war Teil der Originalbesetzung am Broadway von Mamma Mia!.
Im Jahr 2003 trat Balmilero in der dreimal für den Emmy nominierten Fernsehserie Hi-5 auf, dem amerikanischen Gegenstück zur gleichnamigen australischen Kindersendung.
Seit dem 19. August 2017 ist Balimero mit John LeBlanc verheiratet.

## Filmografie (Auswahl)
- 1999: Wunderbare Reise
- 2003–2006: Hi-5 (Fernsehserie)
- 2005–2006: Today (Fernsehserie)
- 2009: The Battery's Down (Fernsehserie)
- 2008: Brown Soup Thing
- 2010: Pretty Little Liars (Fernsehserie)
- 2012, 2016–2020: Hawaii Five-0 (Fernsehserie)
- 2016: Mike and Dave Need Wedding Dates
- 2018: Stoke
- 2018–2021: Magnum P.I. (Fernsehserie)
- 2021, 2023: Dr. Doogie Kamealoha (Fernsehserie)
- 2022: Two Tickets to Paradise